# 中俣村
中俣村（なかまたむら）は、かつて新潟県岩船郡にあった村。

## 沿革
- 1889年（明治22年）4月1日 - 町村制施行に伴い岩船郡中継村、小俣村、山熊田村、雷村、大代村が合併し、中俣村が発足。
- 1955年（昭和30年）3月31日 - 岩船郡黒川俣村、八幡村、大川谷村、下海府村と合併し、山北村となり消滅。

## 村長
- 佐藤栄吉